# Sergej Dovlatov
Sergej Donatovitj Dovlatov (Metjik) (ryska: Сергей Донатович  Довлатов (Мечик), född 3 september 1941 i Ufa, Sovjetunionen, död 24 augusti 1990 i New York, USA var en rysk journalist och författare.

## Biografi
Dovlatov föddes den 3 september 1941 i Ufa i Basjkirien i Sovjetunionen. Hans föräldrar hade blivit evakuerade dit från Leningrad under andra världskriget. Hans far var teaterregissör och hans mor var korrekturläsare. Dovlatov började 1959 studera finska vid Leningrads universitet och studerade där i två och ett halvt år innan han blev avstängd på grund av dåliga studieresultat. Under studietiden umgicks han med författare som Iosif Brodskij, Anatolij Najman och Sergej Volf. Därefter gjorde han militärtjänstgöring i tre år, bland annat som fängelsevakt i republiken Komi. När han kom tillbaka till Leningrad började han studera journalistik. Han arbetade på Leningrads skeppsbyggarinstituts studenttidning, skrev berättelser och var litterär sekreterare åt Vera Panova. Från september 1972 till mars 1975 bodde han i Estland. Först arbetade han som eldare för att kunna få uppehållstillstånd, senare fick han arbete på tidningen Estlands sjöman. Han skrev också i andra tidningar. I noveller, som ingår i samlingen Kompromissen berättar Dovlatov om tiden som korrespondent för Sovjet-Estland och livet på tidningsredaktionen. 
År 1975 återvände Dovlatov till Leningrad. Han arbetade för tidningen Lägerelden och skrev noveller, men hade svårt att bli publicerad. Tryckmanuskriptet till hans första novellsamling, Fem hörn, förstördes på order av KGB. Istället publicerade han sig genom samizdat och i emigranttidskrifter. Han utsattes för förföljelse av myndigheterna. 1976 blev han utesluten ur journalistförbundet för att ha publicerat några noveller i ryskspråkiga tidskrifter i Väst. 1979 emigrerade han och bosatte sig i New York, där han blev redaktör för tidskriften The New American och gav ut flera böcker. Han avled den 24 augusti 1990 av hjärtsvikt.